# Romont (Berna)
Romont (toponimo francese; in tedesco Rothmund, desueto) è un comune svizzero di 188 abitanti del Canton Berna, nella regione del Giura Bernese (circondario del Giura Bernese).

## Società

### Evoluzione demografica
L'evoluzione demografica è riportata nella seguente tabella:
Abitanti censiti

## Amministrazione
Ogni famiglia originaria del luogo fa parte del cosiddetto comune patriziale e ha la responsabilità della manutenzione di ogni bene ricadente all'interno dei confini del comune; comune politico e comune patriziale sono stati istituiti nel 1863.